# Чания, Венера Владимировна
Венера Владимировна Чания (1918, село Отобая, Сухумский округ, Грузинская демократическая республика — неизвестно, село Отобая, Гальский район, Абхазская АССР, Грузинская ССР) — звеньевая колхоза «Ленинис Андердзи» («Заветы Ленина») Гальского района, Абхазская АССР, Грузинская ССР. Герой Социалистического Труда (1948). Депутат Верховного Совета Абхазской АССР 2-го и 3-го созывов.

## Биография
Родилась в 1918 году в крестьянской семье в селе Отобая Сухумского района. После окончания местной сельской школы трудилась в колхозе «Ленинис Андердзи» Гальского района. В послевоенное время — звеньевая комсомольско-молодёжного полеводческого звена в этом же колхозе.
В 1947 году звено под её руководством собрало в среднем с каждого гектара по 91,1 центнера кукурузы на участке площадью 3 гектара. Указом Президиума Верховного Совета СССР от 21 февраля 1948 года удостоена звания Героя Социалистического Труда за «получение высокого урожая кукурузы и пшеницы в 1947 году» с вручением ордена Ленина и золотой медали «Серп и Молот» (№ 757).
Этим же указом званием Героя Социалистического Труда были награждены труженики колхоза «Ленинис Андердзи» награждены председатель колхоза «Ленинис Андердзи» Артём Бебтуевич Зантарая, труженики колхоза бригадир Джото Келович Алфенидзе, звеньевые Капитон Константинович Бахтадзе, Мириан Дианозович Дзадзуа, Ивлиан Тагуевич Табагуа, Шалва Чекерович Ратия и Ермолай Павлович Этерия.
Избиралась депутатом Верховного Совета Абхазской АССР 2 — 3 созывов (1947—1954).
После выхода на пенсию проживала в родном селе Отобая Гальского района. Дата смерти не установлена.